# ジョン・S・ウォー
ジョン・S・ウォー（John Stewart Waugh、1929年4月25日 - 2014年8月22日）はアメリカ合衆国の化学者であり、マサチューセッツ工科大学の全学教授(Institute Professor)である。彼は、平均ハミルトニアン理論を発展させ、以前は液体に限られていたNMR分光法を固体状態に拡張するためにそれを使用したことで知られている。 彼は、核磁気共鳴(NMR)のスペクトルと力学のシミュレータソフトであるANTIOPEの作者である。
1974年、全米科学アカデミー(NAS)の化学部門で会員に選出された。
ウォーは、NMR分光法に関する独立した研究でハーバート・S・グタウスキー、ハーデン・M・マコーネルと共に1983/84年のウルフ賞化学部門を受賞した。ウォーの受賞理由は「固体中の高分解能核磁気共鳴分光法への基本的な理論的および実験的貢献」に対してだった。